# Natação nos Jogos Pan-Americanos de 2003 - Revezamento 4x100 m medley masculino
O evento dos 4x100 m medley masculino nos Jogos Pan-Americanos de 2003 foi realizado em 17 de agosto de 2003. 

## Medalhistas
| Ouro   | USA Peter Marshall Mark Gangloff Ben Michaelson Nick Brunelli    |
| Prata  | BRA Paulo Machado Eduardo Fischer Kaio de Almeida Gustavo Borges |
| Bronze | CAN Sean Sepulis Scott Dickens Chad Murray Matt Rose             |

## Recordes
| Recorde mundial       | United States | 3:31.54 | 27 de julho de 2003  | Barcelona |
| Recorde pan-americano | BRA Brasil    | 3:40.27 | 07 de agosto de 1999 | Winnipeg  |

## Resultados
| Posição | Nação                        | Nadadores                                                             | Eliminatórias | Eliminatórias | Final      |
| Posição | Nação                        | Nadadores                                                             | Tempo         | Posição       | Tempo      |
| ------- | ---------------------------- | --------------------------------------------------------------------- | ------------- | ------------- | ---------- |
| 1       | USA Estados Unidos           | ♦ Peter Marshall ♦ Mark Gangloff ♦ Ben Michaelson ♦ Nick Brunelli     | 3:40.77       | 1             | 3:37.27 GR |
| 2       | BRA Brasil                   | ♦ Paulo Machado ♦ Eduardo Fischer ♦ Kaio Almeida ♦ Gustavo Borges     | 3:52.42       | 4             | 3:40.02 SA |
| 3       | CAN Canadá                   | ♦ Sean Sepulis ♦ Scott Dickens ♦ Chad Murray ♦ Matt Rose              | 3:51.52       | 2             | 3:40.12    |
| 4       | MEX México                   | ♦ ♦                                                                   | 3:53.26       | 5             | 3:45.34    |
| 5       | PUR Porto Rico               | ♦ ♦                                                                   | 3:52.20       | 3             | 3:48.11    |
| 6       | BAR Barbados                 | ♦ ♦                                                                   | 3:58.15       | 8             | 3:51.98    |
| 7       | BAH Bahamas                  | ♦ Chris Vythoulkas ♦ Travano McPhee ♦ Jeremy Knowles ♦ Kristoph Carey | 3:57.44       | 7             | 3:53.57 NR |
| 8       | ISV Ilhas Virgens Americanas | ♦ George Gleason ♦ Kevin Hensley ♦ S Hensley ♦ Josh Laban             | 3:56.07       | 6             | 3:55.00 NR |
|         |                              |                                                                       |               |               |            |
| 9       | DOM República Dominicana     | ♦ ♦                                                                   | 3:59.75       | 9             |            |